# 확 (니시노 카나의 노래)
〈확〉(일본어: パッ 팟[*])은 일본의 여성 가수 니시노 카나의 30번째 싱글이다. 전작 〈Dear Bride〉에서 약 6개월 만의 싱글이며, 2017년 5월 3일에 SME 레코드에서 발매되었다.

## 수록곡
| #            | 제목         | 재생 시간 |
| ------------ | ------------ | --------- |
| 1.           | 〈パッ→확〉  | 4:25      |
| 2.           | 〈27〉       | 3:29      |
| 3.           | 〈Work〉     | 3:10      |
| 총 재생 시간 | 총 재생 시간 | 11:04     |